# Эскино (Московская область)
Эскино — деревня в Дмитровском районе Московской области, в составе сельского поселения Синьковское. Население — 0 чел. (2010). До 2006 года Эскино входило в состав Кульпинского сельского округа.

## Расположение
Деревня расположена в западной части района, примерно в 20 км к западу от Дмитрова, на водоразделе малой речки Кимерша (правый приток Лутосни) и  Дятлинки, высота центра над уровнем моря 217 м. Ближайшие населённые пункты — Турбичево на северо-западе и Малыгино на северо-востоке.

## Население
| 2002 | 2006 | 2010 |
| ---- | ---- | ---- |
| 4    | ↘2   | ↘0   |